# Max Martin
Martin Karl Sandberg, ismertebb néven Max Martin (Stockholm, 1971. február 26. –) négyszeres Grammy- és Emmy-díjas svéd zeneszerző és producer. Az 1990-es években vált híressé. Olyan popelőadóknak szerzett számokat, mint Britney Spears, Backstreet Boys, ’N Sync és Ace of Base. Korábbi általa szerzett slágerek közé tartozik a Quit Playing Games (With My Heart) (Backstreet Boys, 1996), a …Baby One More Time (Britney Spears, 1998), és az It's My Life (Bon Jovi, 2000)
Az 1990-es és a 2000-es években a pop, funk, heavy metal és az europop zenei stílusok váltak védjegyévé, de más stílusokban is kipróbálta magát. 2004-ben például a Kelly Clarksonnak szerzett Since U Been Gone című szám a pop-rockzene elemeit képviseli.
Mára inkább már a rockzene és az elektro-pop köreiben mozog. Több világszerte sikeres dalhoz fűződik a neve 2008 óta: So What, F**kin' Perfect (P!nk), I Kissed a Girl, Hot n Cold (Katy Perry), DJ Got Us Fallin' in Love (Usher), Hold It Against Me és Till the World Ends (Britney Spears). Eddigi legfrissebb szerzeménye a Blinding lights című szám The Weekend-től.

## Életrajz

### Gyermekkora és pályájának kezdete
Martin Stockholm egyik külvárosában, Stenhamrában nőtt fel. Tinédzserként különböző zenekarokhoz csatlakozott. 1985-ben az It's Alive nevű metál banda énekese, egyben frontembere lett. Per Aldeheim, Kim Björkgren és John Rosth tartozott még az együtteshez. Miután befejezte a középiskolát, csak a zenére-bandára összpontosított. Emiatt ráragadt a Svéd Antikrisztus becenév. 1988-ra már sorozatosan kapták a meghívásokat különböző fellépésekre. Az áttörésre 1991-ben került sor, amikor a Megarock Records igazgatója, Dave Constable felkérte őket egy demó elkészítésére. Végül Constable leszerzőtette őket. Első albumukból körülbelül 1000 példány került eladásra. Emellett szerepeltek az angol Metal Forces magazinban.
1992-ben kezdett el dolgozni dalszerzőként és producerként a szintév svéd származású zenésszel, Denniz PoP-pal. Mivel PoP volt az igazgatója a Cheiron Records és a BMG vállalatoknak, Martinnak nagy jövedelmet jelentett az együttműködés. Eközben a banda kiadta a második, Earthquake Visions címre hallgató lemezüket. Bár 30 országban megjelent, mégis szerény eladásokat produkált. Ekkor jött rá, hogy nem előadónak született. Szüneteltetve a bandát, elkezdett PoP számaiban közreműködni. Az igazgató felismerte a fiatal zenészben a dalszerzői tehetséget, és hivatalosan az új pártfogójává vált. Eközben szoros barátság is kialakult köztük.

### Élet Denniz PoP-pal, a Cheiron-nál
1993-ban Martin felbérelte a Cherion Studios vállalat. Elsősorban elkezdte a dalszerzés, illetve a produceri munka alapjait tanulni. PoP és Max első közös munkája a Rednex-nek írt Wish You Were Here volt. A szám sikeresnek bizonyult, vezette Ausztria, Németország, Norvégia és Svájc kislemezlistáit. Ilyenkor már az Ace of Base The Bridge albumának a munkálatait is elvégezték. A lemezből körülbelül 6 millió példány kelt el. Ebből 1 millió az Egyesült Államokban. Ezek után különböző Svéd zenészek lemezeinek megalkotásában vettek részt. 1995-ben Martin elhagyva az It's Alive-vot, végleg felhagyott előadói tevékenységeivel. Anders Jansson váltotta fel.
1995-ben a Cherion felbérelte a Zomba kiadót, hogy a 2 vállalat készítse el a Backstreet Boys önmagukról elnevezett albumát. A lemezen helyet kapó dalokból többhez hozzáadta a nevét Martin, mint dalszerző. Például a Quit Playing Games (With My Heart)-hoz, amit közösen szerzett Herbie Crichlow munkatársával. A szám megjelent kislemezként. Sikeresnek bizonyult, a Billboard Hot 100 2. helyéig jutott. Emellett részt vett az As Long As You Love Me és az Everybody (Backstreet Back) megírásában. Bár az album eredetileg nem jelent meg az USA-ban, de mégis 8 millió példányban kelt el. Martinéknak köszönhetően a Backstreet Boys sikeresen beindította a karrierjét. Abban az évben még elkészítette Robyn Show Me Love című slágerét, ami bejutott a legjobb 10-be a Billboard Hot 100-on.
1998-ban a Cheiron Productions elkezdett dolgozni a Five, Bryan Adams és Jessica Folcker albumain. Folcker lemezével készültek el leghamarabb, ami Jessica néven vált sikeressé. Első két kislemeze, a Tell Me What You Like és a How Will I Know (Who You Are) több mint 1 millió példányban keltek el világszerte. Még abban az évben bekövetkezett egy tragédia: Denniz fiatalon (35 évesen) gyomorrákban meghalt, ezzel Martinra maradt az egész Cherion Studios. Elfoglalta az igazgatói széket, ezzel megmentve a vállalatot. Felfogadta maga mellé Rami Yacoub-bot, akivel később az egyik legismertebb svéd zenei duó lettek a világon.

### Kezdeti munkálatok igazgatóként: AMillenniumés a…Baby One More Time
1998 és 1999 nagy év volt Max számára több dolog miatt is. 7 dal társszerzőjeként, míg 12 társproducereként vett részt a Backstreet Boys harmadik, Millennium című albumának elkészítésében. Az I Want It That Way című tracket Andreas Carlsson zenei munkatársával írta meg, míg komponálásában Kristian Lundin nyújtott segítséget. A szám megjelent kislemezként, majd hamarosan a banda legsikeresebb szerzeményévé vált kritikai és kereskedelmi szempontból is. A Rolling Stone a 10. helyre rakta a minden idők legjobb dalait összegző listáján. A VH1 által kiadott Az 1990-es évek legjobb dalai című összeállításban a 3. helyezést érte el, míg a 2003-as végső listán a 61. helyet szerezte meg. Maga az album is eladási rekordokat döntögetett. Az Egyesült Államokban debütálásának első hetén több mint 1 millió példányban kelt el, ezzel 2000-ig minden idők leggyorsabban fogyó albummá vált ott. (A rekordot később az ’N Sync No Strings Attached című lemeze megdöntötte.) 1999 végére a Millennium az év legkelendőbb albumává vált.
1998-ban Svédországban találkozott az akkor még 16 éves Britney Spearsszel. Megmutatta neki a …Baby One More Time című számot, amit Spears azonos című debütáló lemezére szánt. (A szerzemény eredetileg a TLC-nek lett felajánlva, de ők visszautasították.) A dal még az I Want It That Way-nél is nagyobb sikereket könyvelt el magának. 1999 legsikeresebb, egyben legmeghatározóbb kislemezévé vált. Mára 10 millió eladott példánnyal a zeneipar egyik legsikeresebb dala lett. Ugyanolyan listákon kapott helyet, mint az utóbbiakban említett Backstreet Boys-dal: a Rolling Stone összeállításában a 25., míg a VH1-ében a 7. és a 28. helyet foglalta el. Emellett még 2 dal megírásában vett részt. Az album is hasonló dicsőségben részesült. Összes track az albumról, ami megjelent kislemezként óriási sikereket ért el. Végül 1999 második legtöbbet eladott nagylemeze lett a Millennium után. Mára 30 millió darabban kelt el, ezzel a legsikeresebb LP lett, amit tinielőadó (20 éven aluli) adott ki. Részben Martin által Britneyt máig a pophercegnőként emlegetnek, ezzel kinyilvánítva azt, hogy az énekesnő a popzene egyik legfontosabb szereplője. A két személy között szoros barátság alakult ki.
A két stúdióalbumnak köszönhetően 1999-ben Martin megnyerte az American Society of Composers, Authors and Publishers (a legtekintélyesebb díjátadó, amit dalszerzőknek és producereknek rendeznek) Az év dalszerzője díjat. Martin lett a díjátadó történelmének első olyan dalszerzője, aki nem amerikai volt, de mégis megnyerte a díjat.

### Szárnyaló karrier: 1999-2005

#### Céline Dion
1999 végén még részt vett a That’s the Way It Is megírásában és komponálásában, amit Céline Dion kanadai énekesnő A Decade of Song című válogatásalbumára szántak. A szerzemény nagy sikert aratott, 15 ország kislemezlistáján bejutott a top 10-be, míg első lett Kanada és az Egyesült Államok Adult Contemporary listáján. Amerika mainstream rádióira is nagy hatással volt, rengetegszer játszották. 2003-ban még írt három dalt az énekesnő One Heart című albumára. Közülük promóciós kislemezként megjelent a Faith című szám, ami kisebb sikerekben részesült.

#### Profi producer: AzOops!… I Did It Againés aBlack & Blue
A zeneiparban ha valaki dalszerző, az akkor általában kiváló zenei producer is. Bár Max már karrierjének kezdetén is komponált dalokat, de igazából 2000-ben vált teljes értékű producerré. A javulást először Britney Oops!… I Did It Again című albumán lehetett észrevenni. Az elvárás óriási volt hiszen Britney előző albuma világszinten óriási sikereket ért el. A lemez felvételei 1999 szeptemberében kezdődtek el. Martin 7 szám komponálását oldotta meg mindössze egy hét alatt. A kritikusok kedvezően fogadták, többen is úgy vélték, hogy hatalmas javulás lett a …Baby One More Time-hoz képest. A korong az énekesnő előzőjéhez hasonlóan óriási eladásokat produkált. Az Egyesült Államokban minden idők leggyorsabban fogyó női albumává vált, 1 hét alatt több mint 1 milliót adtak el belőle. Ezzel Britneynek sikerült rekordot döntenie. A stúdióalbum ezek mellett szinte az összes ország albumlistáját uralta. Maga a címadó dal is hatalmas sikernek örvendett, 11 slágerlistát meghódított, míg további hat országban tartotta szilárd top 5-ös helyezéseit. Mára több mint 25 millió példány talált belőle gazdára. Az LP többi kislemeze is sikeresnek bizonyult. Britneynek sikerült bebizonyítani, hogy sokáig fog tartani zenei pályafutása.
Abban az évben még segédkezet nyújtott a Black & Blue című Backstreet Boys album megalkotásában. 3 dalt írt és komponált, köztük a Shape of My Heart-tot, ami a lemez első kislemezeként jelent meg. Világszerte sikeresnek bizonyult, szinte minden slágerlistán bekerült a legjobb 10-be. Maga a Black & Blue eladási rekordokat döntött. Megjelenésének első hetén másfél millió példányban kelt el az Egyesült Államokban, ezzel túlszárnyalta a Millenium első heti eladásait. Világszerte 5 milliót adtak el belőle 1 hét alatt, ezzel a Black & Blue minden idők leggyorsabban fogyó albumává vált. A 2007-es adatok szerint 24 millió példányban kelt el. Martin 2000-ben is megkapta Az év dalszerzője című kitüntetést. Max beszélt arról, hogy miért is szeret és akar producer lenni:
„Szeretnék részt venni egy dal összes hangjegyének megalkotásában, amikor stúdióban vagyok. Semmit sem akarok elhalasztani vagy éppen elfelejteni. Maximalista típus vagyok. A producernek kell eldöntenie, hogy milyen fajta zene, milyen hangzásvilág és milyen egyediség jöjjön létre egy szerzeményben.”

#### A Maratone üzembe helyezése
Annak ellenére, hogy a Cherion Studios igencsak sikeresnek bizonyult, 2000 végére bezárta kapuit. Martin ezt Denniz PoP halálával indokolta: „Dennizé ez a stúdió, az ő lelkét és szívét őrzi.” Másrészt viszont Max egy olyan vállalatban akart dolgozni, ami a saját kezének munkája.
Az új vállalat neve (Maratone) 2001 januárjában derült ki. Míg nem találták meg a stúdió helyszínét, addig a Cosmos Studios-ban dolgozott Martin, Kristian Lundin, Per Magnusson és David Kreuger társaságában. Végül a Maratone helyszínét Andreas Carlsson határozta meg, aki azt mondta, hogy a Cherion közelében legyen. A stúdió több producerrel rendelkezett, mint a Cherion. Az első dalok, amik itt készültek Britney önmagáról elnevezett albumára kerültek (Overprotected, I’m Not a Girl, Not Yet a Woman, Cinderella, Bombastic Love). Az Overprotected és az I’m Not a Girl, Not Yet a Woman megjelentek kislemezként a lemezről – sikernek örvendve világszerte. A korong Spears előzőihez képest kisebb sikereket ért el, de így is 15 millió darabot adtak el belőle világszerte. Ebből 5 milliót az USA-ban. Britneyvel ezután jó ideig nem dolgozott. Az énekesnő úgy gondolta, hogy karrierjének megtartása érdekében muszáj új stílusokban kipróbálni magát, ami Martinnal nem működött volna. Így az In the Zone (2003) és a Blackout (2007) Max közreműködése nélkül készült el.

#### Munka Kelly Clarksonnal
- Since U Been GoneRészlet a Since U Been Gone című dalból. A kritikusok dicsérték, üdének és meglehetősen frissnek tartották a refrénjét.

Nem tudod lejátszani a fájlt?
2004-ben az első American Idol győztessel, Kelly Clarksonnal Svédországba utazott, hogy elkészítsenek egypár dalt Kelly 2005-ös Breakaway című stúdióalbumára. A cél olyan dalok felvétele volt, ami az énekesnő rockosabb oldalát mutatja be a rajongóknak. Végül 2 dalt vettek fel a lemezre: a Since U Been Gone-t és a Behind These Hazel Eyes-t. Az előbbi hatalmas sikereket ért el világszerte, gyorsan Clarkson, egyben 2005 egyik legnagyobb slágerévé nőtte ki magát. A 2005-ös év végi Billboard Hot 100-as összeállításban a 4. helyet szerezte meg magának a szerzemény, ezzel az énekesnő legjobban teljesítő dalává vált az amerikai slágerlistán. Bár a Behind These Hazel Eyes nem könyvelt el magának ekkora sikereket az USA-ban, de még így is a 10. helyen végzett a Billboard az évi összeállításában. Ezzel Clarkson volt abban az évben az egyetlen előadó, akinek két száma is a top 10-ben végzett 2005 végén. Martin még közreműködött 2009-ben Kelly My Life Would Suck Without You című dalának elkészítésében, ami a All I Ever Wanted-re kerül fel. A My Life Would Suck Without You is hamar slágerré vált. A Billboard Hot 100-on a 97. pozícióról az 1.-re ugrott, ezzel rekordot döntve.

#### Marion Raven
Martin 2005 Marion Raven norvég énekesnővel együtt munkálkodott Marion debütáló, Here I Am című albumán. A legfontosabb munkája a Break You című szerzemény lett, amiben Max – karrierjében először – a mainstream rock stílusait is beleépítette egy munkájába. Emellett dolgozott az End of Me, a Here I Am, a Little By Little, az In Spite of Me és a Six Feet Under című dalokon az énekesnővel. A Break You nagy slágerré vált megjelenése után Ázsiában és Norvégiában. A dalnak több feldolgozása is született, beleértve Megan McCauley verzióját is. Ezek mellett felkerült Set Me Free című albumra, ami Raven debütáló lemeze volt Amerikában.

#### Újra a Backstreet Boys-szal
Max szintén 2005-ben elkezdett dolgozni régebbi nagy barátcsapatával, a Backstreet Boys-szal. 4 dalt írt és komponált a visszatérő, Never Gone című albumukra. Köztük a Climbing the Walls-t, a Just Want You to Know-ot, a Siberia-t és a melankolikus szerelmes számot, az I Still…-t, ami hamar a banda egyik végjegyű dalává vált. Martin elmondása szerint a producerek és a banda próbált a dalok elkészítésénél az alternatív pop és az R&B hangzásra törekedni. A végeredmény egy több műfajt tartalmazó lemez lett végül, ami nagyban különbözik a Backstreet Boys korábbi munkáitól.

### 2006-napjainkig
Zenei hangzásvilágára az europop és olasz house hatott leginkább. Munkáiban az előbb említett két stílusirányzatot az amerikai mainstream-poppal, klasszikus zongorajátékkal és bandstand-poppal összevegyítve alkotta meg saját könnyűzenei hangzásvilágát, amelyet azóta a zenekritikusok svéd pop-funky néven emlegetnek.
2007-ben megjelent egyik munkája Avril Lavigne-tól az Alone. A People magazin értesülései szerint az év elején Lukasz Gottwalddal együtt dolgoztak a régi felfedezett előadójának, Britney Spearsnek új dalain. Egy félhivatalos forrás szerint a munka egyik eredménye az All the Way címet viselő dal, ami még nem jelent meg. Ariana Grande popénekessel is több számon dolgozott együtt. Egy meg nem nevezett forrás szerint az új, még nem bejelentett albumán is közreműködik producerként.